# Bjørn Heidenstrøm
Bjørn Heidenstrøm (Porsgrunn, 1968. január 15. –) norvég labdarúgó.
Korábban az Odd Grenland, a Lillestrøm, a Drøbak/Frogn és a Bærum játékosa volt. 1996 és 1997 között az angol Leyton Orient profija volt. Hazatérése után a Tollnes és az Urædd játékosa volt. Juniorkori csapatából, a Herøyából vonult vissza.
2009 júniusában biciklivel ment Norvégiából a dél-afrikai Fokvárosba, hogy pénzt gyűjtsön az ottani menekülteknek. A Nobel-intézettől a Robben-szigetig tekert. Útközben labdarúgómezeket gyűjtött, amiket egy hatalmas pólóvá varrt össze, a 2010. júniusi világbajnokságon tárta a nagyközönség elé művét. Később is különböző kampányokban dolgozott, mint a Soccer Against Crime, vagy a Vålerenga Mot Rasisme.